# Saint-Maurice (Suíça)
Saint-Maurice, ou Saint-Maurice-en-Valais, é uma comuna e a capital distrital do distrito de Saint-Maurice no cantão de Valais na Suíça.

## História
É o lugar do antigo posto romano de Agauno e da medieval Abadia de Saint-Maurice (Agauno), que se tornou uma famosa escola intermediária na Suíça (Collège de Saint-Maurice).
Saint-Maurice costumava ser um importante arsenal militar e o lugar das fortificações em Savatan. Um belo museu sobre o assunto existe na cidade.
Não deve ser confundida com a cidade de St. Moritz, o resorte em Grisons, no leste da Suíça.
O nome da cidade é uma homenagem à São Maurício, martirizado no local, e o local da famosa lenda da Legião Tebana.